# Kalevi Pakarinen
Kalevi Pakarinen (Helsinki, 27 novembre 1935 – Helsinki, 19 maggio 1999) è stato un pentatleta e schermidore finlandese.

## Palmarès
In carriera ha conseguito i seguenti risultati:
- Mondiali:

Stoccolma 1957: argento nel pentathlon moderno a squadre.